# Giro d’Italia 1987
Der 70. Giro d’Italia wurde in 24 Abschnitten und 3915 Kilometern vom 21. Mai bis zum 13. Juni 1987 ausgetragen und vom Iren Stephen Roche gewonnen. Von den 180 gestarteten Fahrern erreichten 133 das Ziel in Saint-Vincent.

## Verlauf
| Etappe | von                    | nach                   | km       | Gewinner              | Maglia rosa       |
| ------ | ---------------------- | ---------------------- | -------- | --------------------- | ----------------- |
| Prolog | San Remo               | San Remo               | 4 (EZF)  | Roberto Visentini     | Roberto Visentini |
| 1A     | San Remo               | San Romolo             | 31       | Erik Breukink         | Erik Breukink     |
| 1B     | Poggio di San Remo     | San Remo               | 8 (EZF)  | Stephen Roche         | Erik Breukink     |
| 2      | Imperia                | Borgo Val di Taro      | 242      | Moreno Argentin       | Erik Breukink     |
| 3      | Lerice                 | Camaiore               | 43 (MZF) | Carrera-Vagabond      | Stephen Roche     |
| 4      | Camaiore               | Montalcino             | 203      | Moreno Argentin       | Stephen Roche     |
| 5      | Montalcino             | Terni                  | 208      | Eddy Planckaert       | Stephen Roche     |
| 6      | Terni                  | Monte Terminillo       | 134      | Jean-Claude Bagot     | Stephen Roche     |
| 7      | Rieti                  | Roccaraso              | 205      | Moreno Argentin       | Stephen Roche     |
| 8      | Roccaraso              | San Giorgio del Sannio | 168      | Paolo Rosola          | Stephen Roche     |
| 9      | San Giorgio del Sannio | Bari                   | 257      | Urs Freuler           | Stephen Roche     |
| 10     | Bari                   | Termoli                | 210      | Paolo Rosola          | Stephen Roche     |
| 11     | Giulianova             | Osimo                  | 245      | Robert Forest         | Stephen Roche     |
| 12     | Osimo                  | Bellaria               | 197      | Guido Bontempi        | Stephen Roche     |
| 13     | Rimini                 | San Marino (SMR)       | 46 (EZF) | Roberto Visentini     | Roberto Visentini |
| 14     | San Marino (SMR)       | Lido di Jesolo         | 260      | Paolo Cimini          | Roberto Visentini |
| 15     | Lido di Jesolo         | Sappada                | 274      | Johan van der Velde   | Stephen Roche     |
| 16     | Sappada                | Canazei                | 211      | Johan van der Velde   | Stephen Roche     |
| 17     | Canazei                | Riva del Garda         | 206      | Marco Vitali          | Stephen Roche     |
| 18     | Riva del Garda         | Trescore Balneario     | 213      | Giuseppe Calcaterra   | Stephen Roche     |
| 19     | Trescore Balneario     | Madesimo               | 160      | Jean-François Bernard | Stephen Roche     |
| 20     | Madesimo               | Como                   | 156      | Paolo Rosola          | Stephen Roche     |
| 21     | Como                   | Pila                   | 248      | Robert Millar         | Stephen Roche     |
| 22     | Aosta                  | Saint-Vincent          | 32 (EZF) | Stephen Roche         | Stephen Roche     |

## Endstände
| Sieger           | Stephen Roche            | 105:39:42 h |
| Zweiter          | Robert Millar            | + 3:40 min  |
| Dritter          | Erik Breukink            | + 4:17 min  |
| Vierter          | Marino Lejarreta         | + 5:11 min  |
| Fünfter          | Flavio Giupponi          | + 7:42 min  |
| Sechster         | Marco Giovannetti        | + 11:05 min |
| Siebter          | Phil Anderson            | + 13:36 min |
| Achter           | Peter Winnen             | + 13:56 min |
| Neunter          | Johan van der Velde      | + 13:57 min |
| Zehnter          | Steve Bauer              | + 14:41 min |
| Punktewertung    | Johan van der Velde      | 175 P.      |
| Zweiter          | Paolo Rosola             | 171 P.      |
| Zweiter          | Stephen Roche            | 153 P.      |
| Bergwertung      | Robert Millar            | 97 P.       |
| Zweiter          | Jean-Claude Bagot        | 53 P.       |
| Dritter          | Johan van der Velde      | 32 P.       |
| Nachwuchswertung | Roberto Conti            | 106:00:33 h |
| Teamwertung      | Panasonic-Isostar        | 313:06:14 h |
| Zweiter          | Carrera-Vagabond         |             |
| Dritter          | Gis Gelati-Ecoflam-Jolly |             |